# Gare de Prague-Masaryk
La gare de Prague-Masaryk (tchèque : Praha Masarykovo nádraží) est la seconde plus vieille gare de Prague, en République tchèque. Située face au palais Lanna, elle a été conçue par Antonín Jüngling, puis est entrée en service en 1845. De nos jours, la gare dessert seulement la région de Prague et sa banlieue dans le réseau de Esko Prague. En 2010, elle a été fréquentée par environ 9 600 000 passagers pour 48 838 trains.

## Histoire
La gare tient son nom de l'ancien président tchécoslovaque Tomáš Masaryk.